# Серхио Ромеро
Серхио Херман Ромеро (шп. Sergio Germán Romero; 22. фебруар 1987) професионални је аргентински фудбалер који брани за аргентински Бока јуниорс.

## Интернационална каријера
Ромеро је представљао репрезентацију Аргентине на јужно-америчком кадетском првенству 2007 године у Парагвају. У августу 2007. године Ромеро је први пут укључен у аргентинску селекцијеу за пријатељске утакмице против Норвешке и против Аустралије, у којима је Аргентина побједила. Касније је замјенио повријеђеног Оскара на Љетним Олимпијским играма 2008 године. Касније је касније добио позив од тренера Дијего Марадоне да дебитује за Аргентинску репрезентацију на Свијетском првенству. Од тада је стални члан сенирске репрезентације Аргентине.

## Лични живот
Без обзира на његову висину његов надимак је "Chiquito". Његова висина јеко мања у односу на његову браћу, посебно у односу на његовог брата Дијега који је професионални кошаркаш. Ожењен је са Аргентинком Елијаном Гверсио са којом има четворо деце.

## Каријера у клубовима

### АЗ Алкмар
У 2007. години, Ромеро је  потписао за АЗ, којим управља Лоуис ван Гаал. Због повреде дотадашњег голмана. Ромеро је први пут дебитовао за АЗ септембра 2007. године против Херацлес Алмела, на крају постаје редован дио тима дошао.
Године 2008-09 Ромеро је држао рекорд од 950 минута без примљеног гола. Његов рекорд је прекинут у фебруару 2009 године када је због његове греске АЗ поражен. Касније је због повреде био одсутан све до 26. априла 2009. године.

### Сампдорија
22. августа 2011. године, Ромеро је потписао за Сампдориу за 2,1 милиона € на уговор од 4 године, Самдорија је претходне сезоне испала у Серији Б. Дебитовао је четири дана касније код куће против Падова. Сезону су завршили на шестом месту, а након побједа над Сасуоло и Варезе 1910. године у доигравању, они се зарадили пласман у Серију А.
2013/2014 позајмљен је Монаку који је играо 1. лигу. Био је замјена Данијелу Субашићу, играо је три првенствена меча. Сезону су завршили на 2. мјесту одмах иза Пари Сен Жермена. Након пвратка у Самдорију он је најчешће играо као измјена за Емилиана Вивиана.

### Манчестер Јунајтед
27. јула 2015. године, Ромеро је потписао за Манчестер Јунајтед. Он је потписао уговор на три године, са могућношћу продужетка за још годину дана, тада се опет сусрео са својим бившим менаџером Лоуис ван Гаалом. Ромеро је дебитовао у Премијер Лиги 8. августа 2015. Сезону отворили са побједом против Тотенхема Хотспура на Олд Трафорду . Није признају у прве три лигашке утакмице за Јунајтед.

## Највећи успеси

### АЗ Алкмар
- Првенство Холандије (1) : 2008/09.
- Суперкуп Холандије (1) : 2009.

### Манчестер јунајтед
- ФА куп (1) : 2015/16.
- Енглески Лига куп (1) : 2016/17.
- Комјунити шилд (1) : 2016.
- Лига Европе (1) : 2016/17.

### Репрезентација Аргентине
- Светско првенство до 20 година (1) : 2007.
- Олимпијске игре (1) : 2008.
- Светско првенство : финале 2014.
- Копа Америка : финале 2015, 2016.